# Tuberaria lipopetala
Tuberaria lipopetala är en solvändeväxtart som först beskrevs av Svante Samuel Murbeck, och fick sitt nu gällande namn av Werner Rodolfo Greuter och Burdet. Tuberaria lipopetala ingår i släktet fläcksolvändor, och familjen solvändeväxter. Inga underarter finns listade i Catalogue of Life.